# November (2020)
November ist ein Film von Phillip Youmans. Es handelt sich dabei um die Aufzeichnung einer speziellen Inszenierung des Stücks Help von Claudia Rankine auf der Bühne von The Shed. Der Film wurde von 1. bis 7. November 2020 kostenlos auf der Website des New Yorker Kulturzentrums zur Verfügung gestellt.

## Inhalt
Live auf der McCourt-Bühne des New Yorker Kulturzentrums The Shed diskutieren fünf schwarze Frauen, wie die bürgerlichen und sozialen Strukturen in den USA von weißen Männern dominiert werden.

## Produktion

### Filmstab und Entstehung

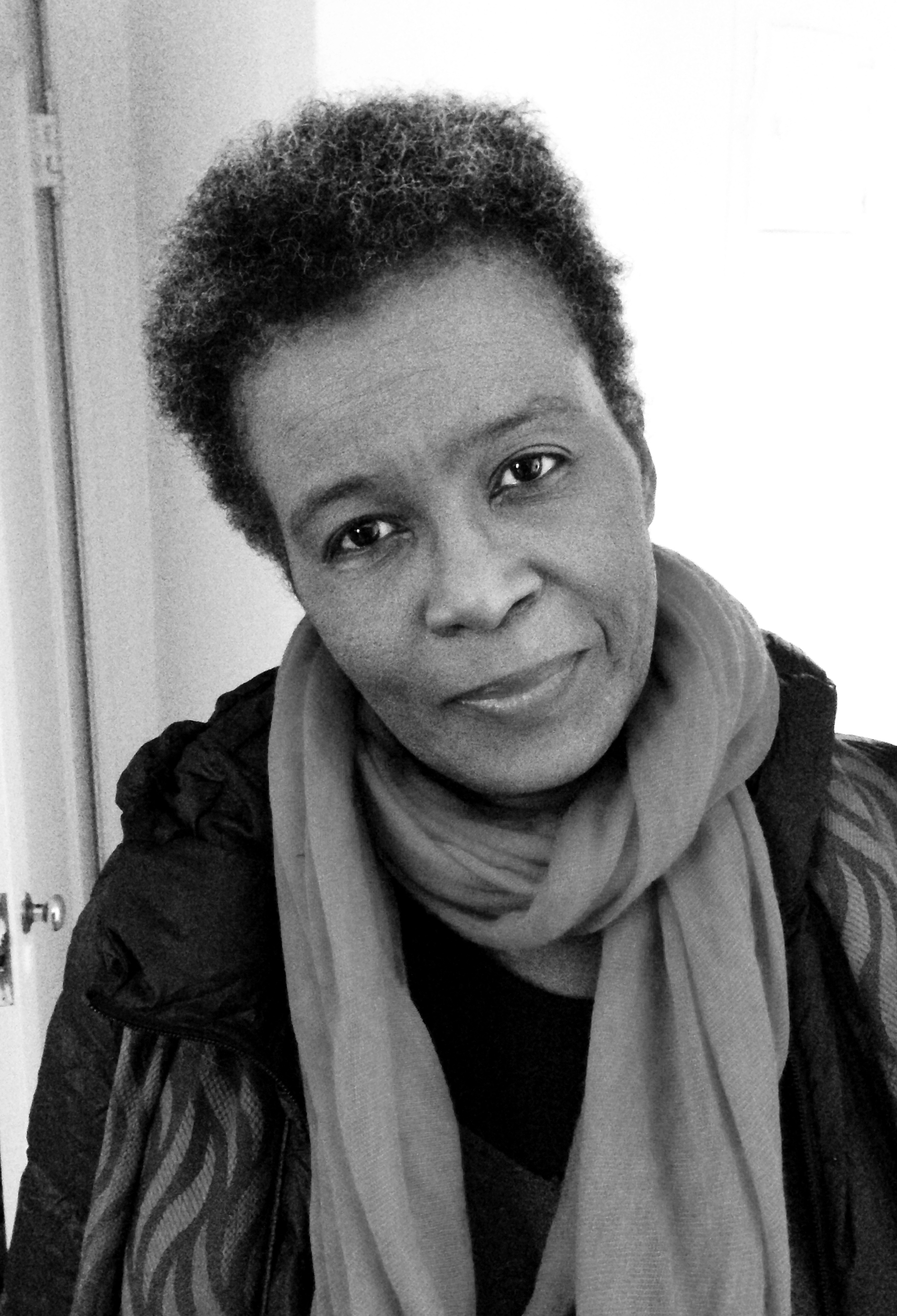
Claudia Rankine adaptierte für die Aufzeichnung ihr eigenes Stück Help

Regie führte Phillip Youmans während die Dichterin und Dramatikerin Claudia Rankine ihr Stück Help speziell für die im Film gezeigte Inszenierung frei adaptierte. Überwiegend verwendete Rankine hierfür zentrale Aussagen aus dem Text des Stücks.
Ein Großteil von Help übernahm sie wiederum aus ihrem Artikel I Wanted to Know What White Men Thought of Their Privilege. So I Asked, der 2019 im New York Times Magazine veröffentlicht wurde und aus ihrem Buch Just Us: An American Conversation. Als Reaktion auf den Artikel hatte sie etwa 200 Briefe erhalten, die meisten davon von weißen Männern. Da sie nicht auf jeden einzelnen antworten konnte, beschloss sie, ihre Antwort als Theaterstück zu gestalten. Sie ließ die Inhalte aus den Briefen in Help einfließen, aber auch Zitate von Politikern wie Donald Trump und dem republikanischen Kongressabgeordneten Steve King. Das 85-minütige Stück spielt sich überwiegend in Flugzeugen und an Flughäfen ab. In Help ist eine schwarze Erzählerin von einer Schar weißer Männer umgeben. Für November änderte sie diesen Aufbau und lässt die Aussagen von fünf verschiedenen schwarzen Frauen machen.
Die Premiere von Help erfolgte nach verschiedenen Previews am 10. März 2020 im New Yorker Kulturzentrums The Shed, mit Roslyn Ruff in der Hauptrolle und der einzigen Frau und Afroamerikanerin auf der Bühne. Die von Ruff gespielte namenlosen Erzählerin fungierte als Ersatz für Rankine selbst. Aufgrund der Coronavirus-Pandemie konnte Help nicht lange in dem Kulturzentrum gezeigt werden. Daher wurde vom Shed in Zusammenarbeit mit den Tribeca Studios November in Auftrag gegeben.

### Aufzeichnung und Besetzung

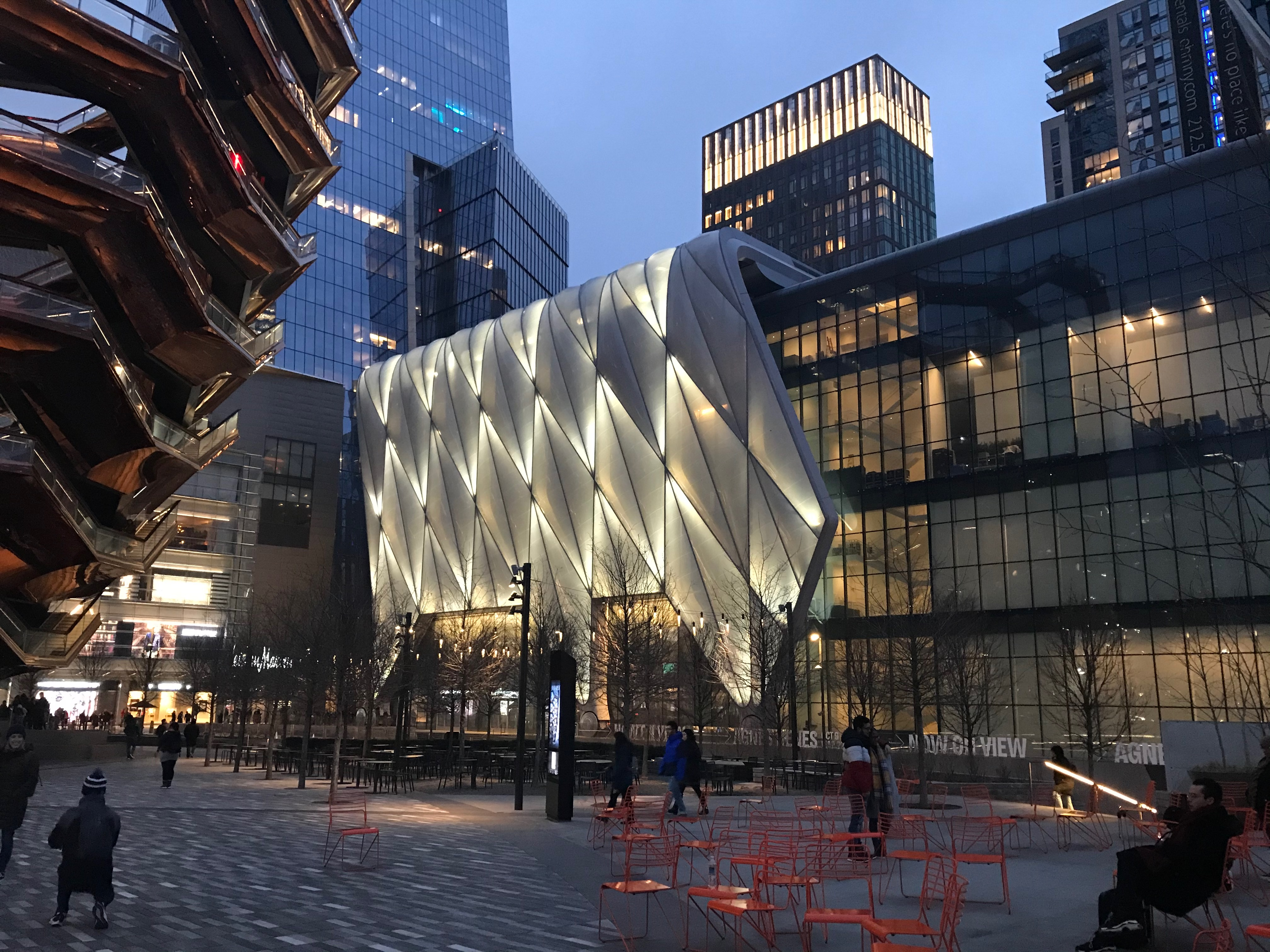
Gedreht wurde auf der McCourt-Bühne des New Yorker Kulturzentrums The Shed

Die Aufzeichnung einer speziellen Inszenierung des Stücks von Taibi Magar erfolgte binnen vier Wochen in der Zeit direkt vor der Präsidentschaftswahl in den Vereinigten Staaten am 3. November 2020. Gedreht wurde mit den Kameraleuten Cory Fraiman-Lott und Philey Sanneh auf der McCourt-Bühne des New Yorker Kulturzentrums The Shed. Als die fünf namenlosen Erzählerinnen fungierten hiebei Zora Howard, Tiffany Rachelle Stewart, Crystal Dickinson, April Matthis und Melanie Nicholls-King.

### Veröffentlichung
Der Film wurde von 1. bis 7. November 2020 kostenlos auf der Website von The Shed (TheShed.org) zur Verfügung gestellt.

## Rezeption
Maya Phillips von der New York Times hebt in ihrer Kritik unter den fünf Erzählerinnen im Film insbesondere Melanie Nicholls-King hervor, die die gleiche unerschütterliche Coolness in ihrer Darbietung wie die Dichterin Claudia Rankine selbst habe. Auch Zora Howard, die selbst Dramatikerin ist, habe sowohl Starqualität als auch eine starke Präsenz. November bewege sich zwischen Theater und Film, Polemik und Dichtung und Dokumentation und Interpretation.